# St. Maria in vinea

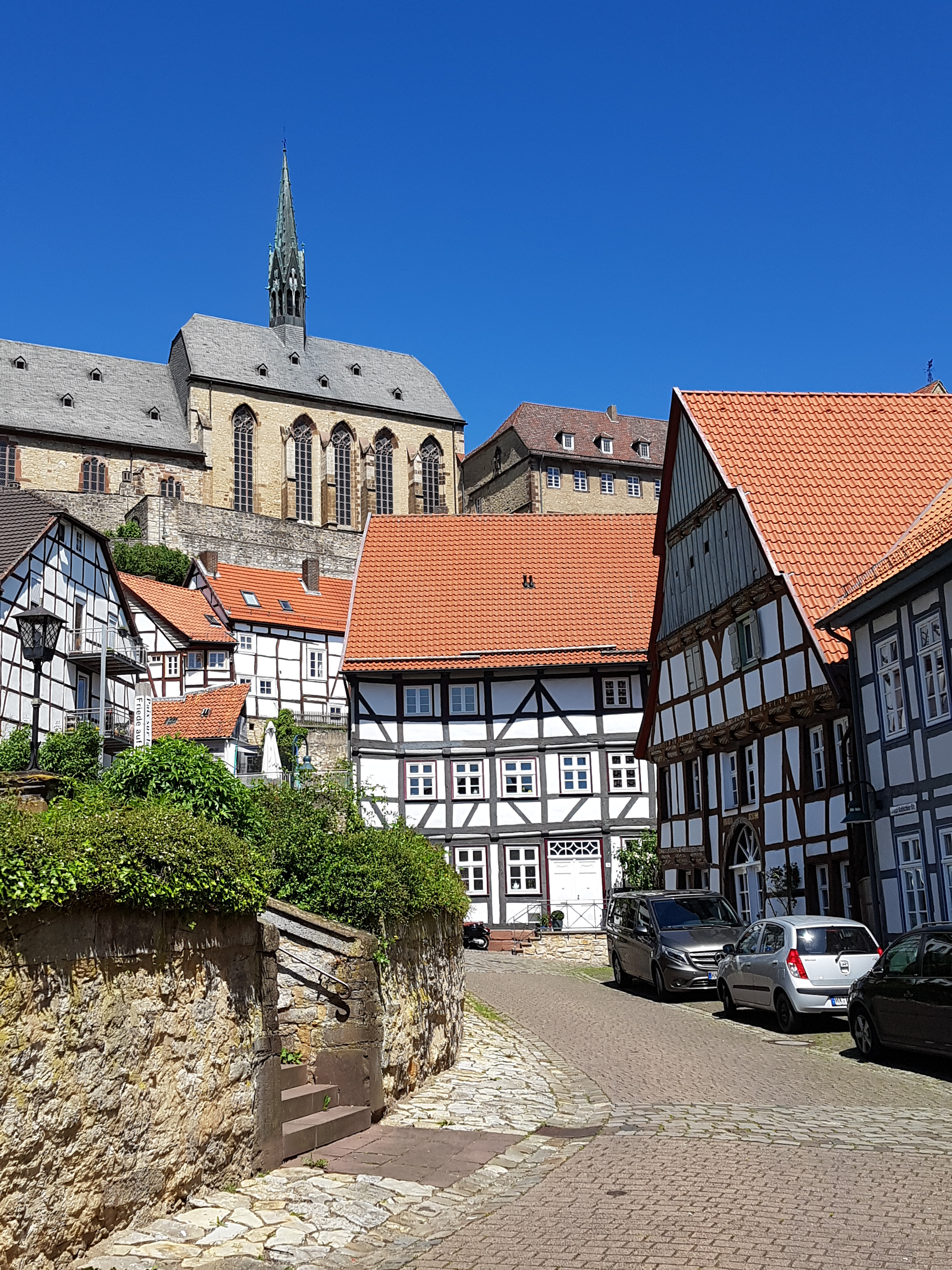
Die evangelische Kirche St. Maria in vinea hoch über der Altstadt

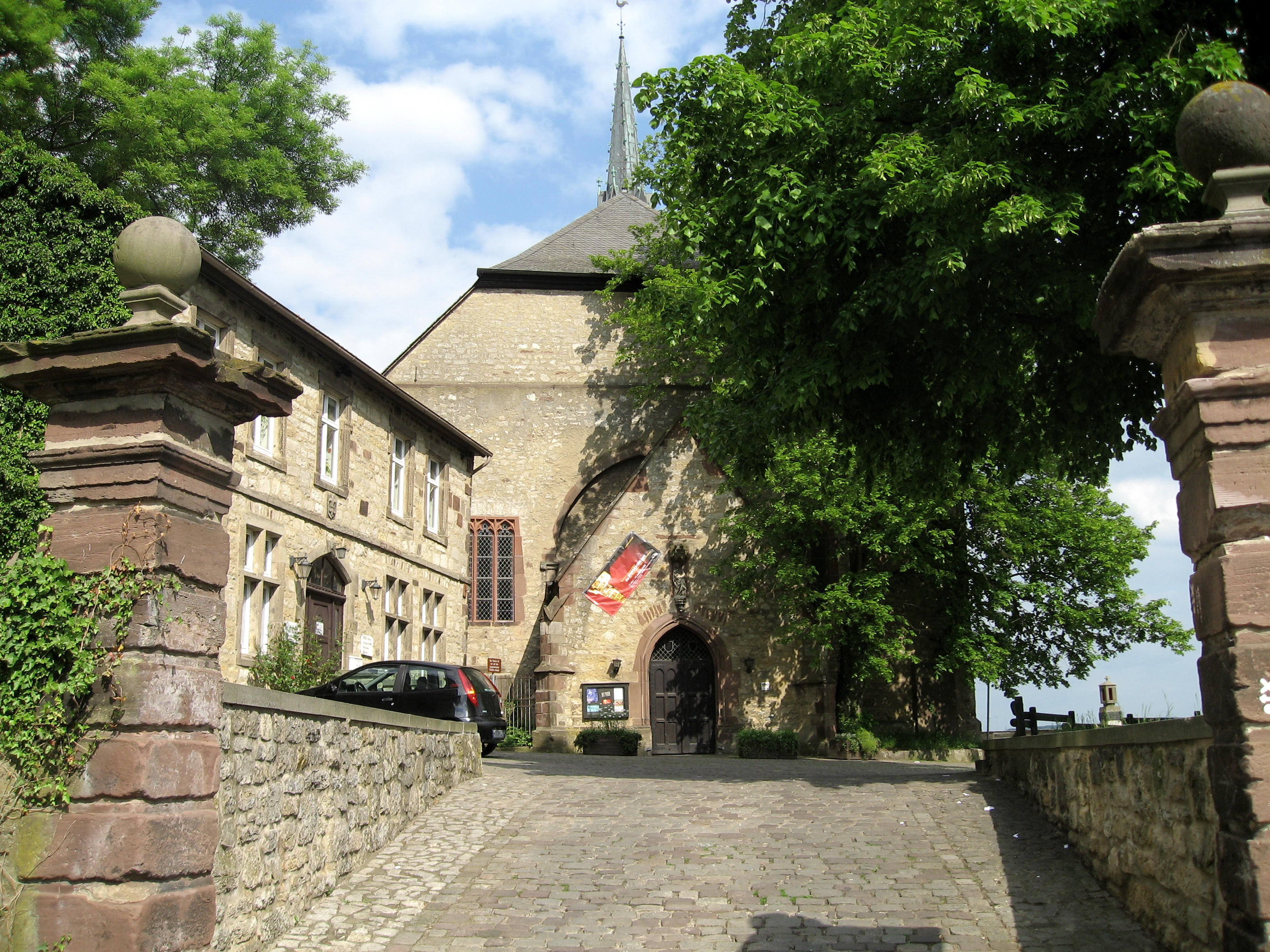
Zugang zur Kirche über den Brüderkirchhof neben dem Rathaus zwischen den Städten

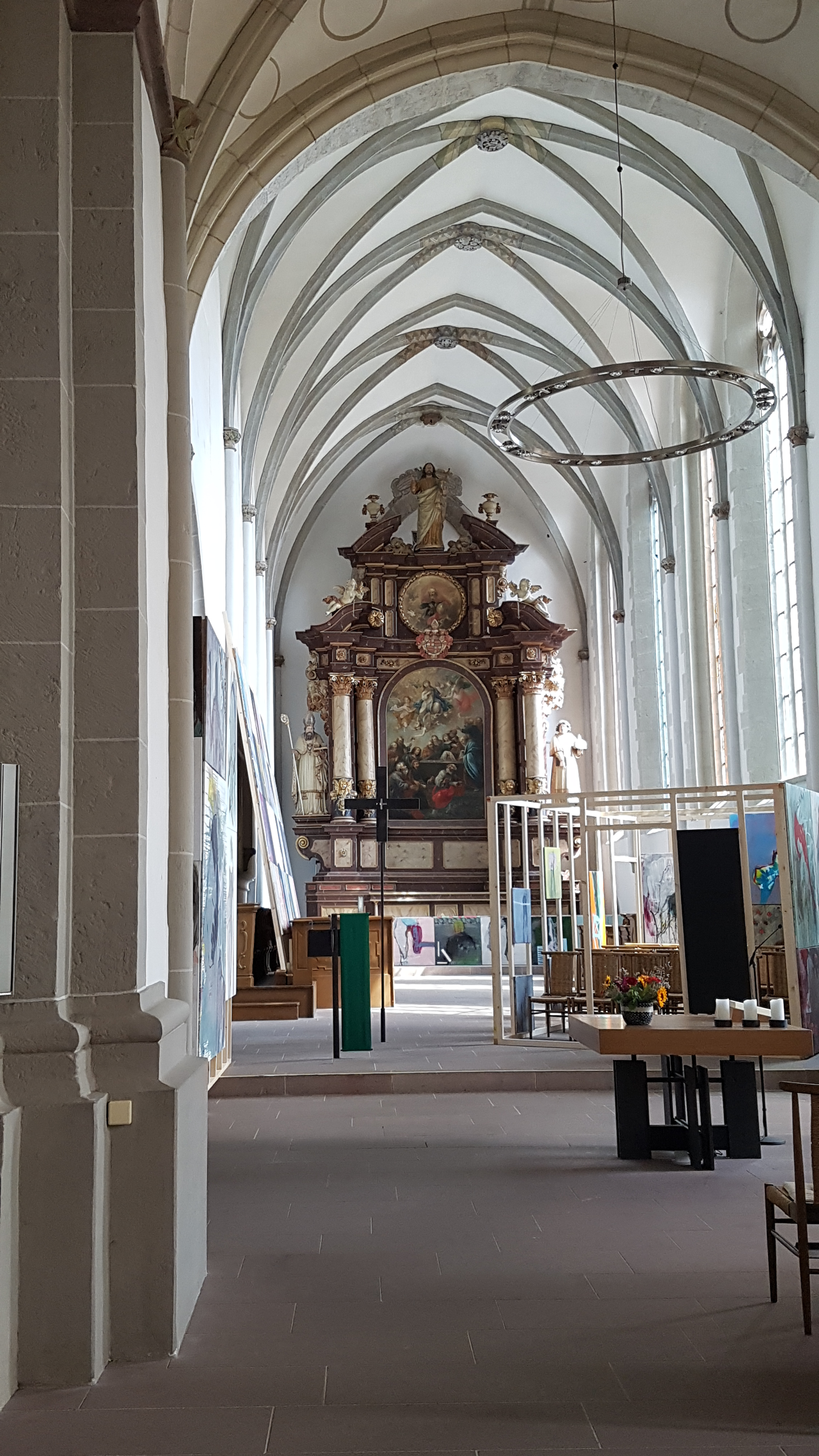
Innenansicht

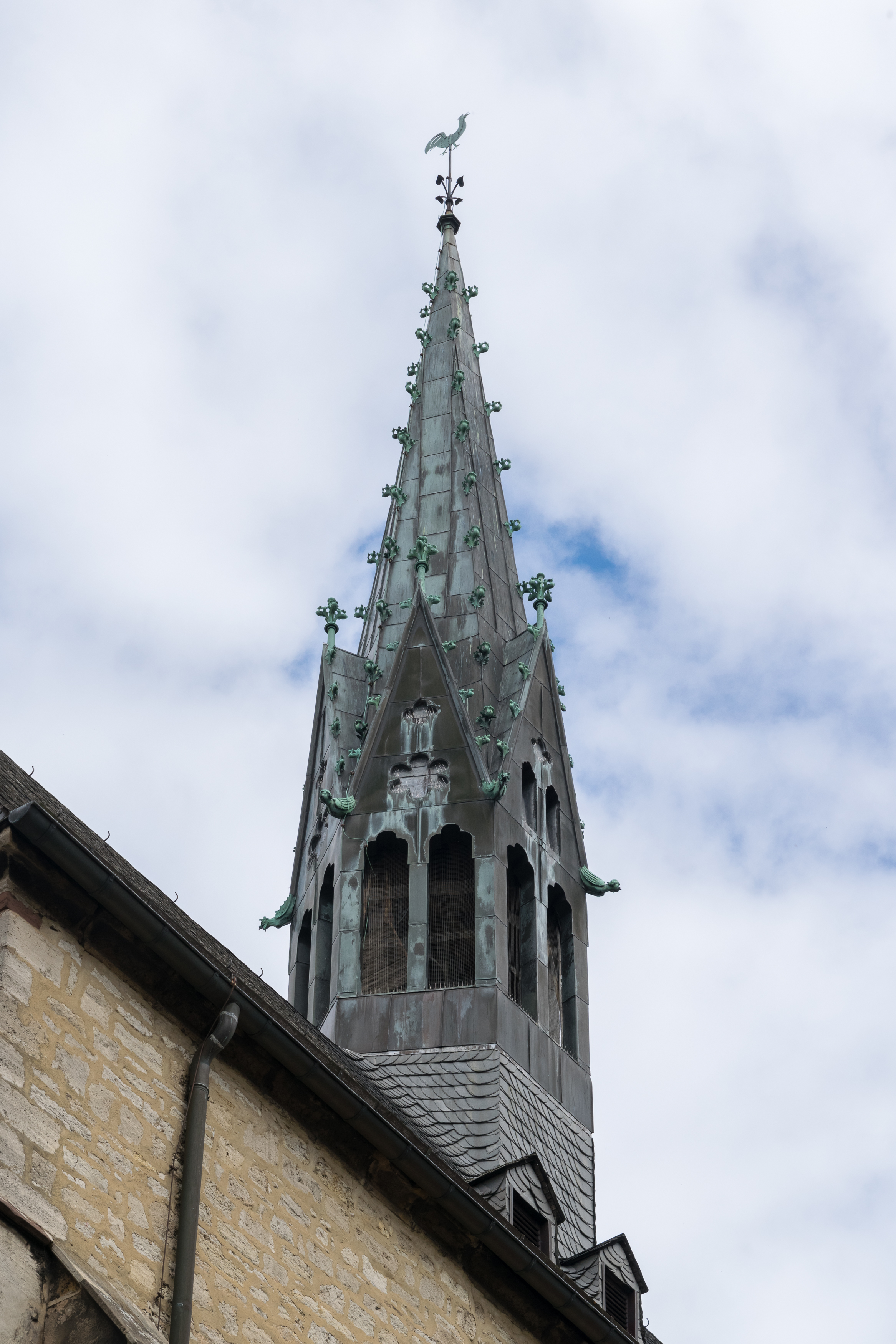
Dachreiter von 1894

Die Kirche St. Maria in vinea (Maria im Weinberg) ist die Kirche der evangelischen Gemeinde von Warburg im ostwestfälischen Kreis Höxter. In ihrer Geschichte diente sie zunächst als Pfarrkirche der Warburger Altstadt und nachfolgend als Klosterkirche der Dominikaner.

## Geschichte
Gegründet als älteste Pfarrkirche des Ortes in markanter Südhanglage über dem Diemeltal gegenüber dem Burgberg, verweist die Namensgebung der Kirche auf eine terrassierte Anlage eines im Mittelalter bestehenden Weinbergs. Mit der Entstehung der Doppelstadt Warburg im 13. Jahrhundert wurde sie zur Pfarrkirche der Altstadt. 1281 verfügte der Paderborner Bischof Otto von Rietberg die Übergabe der Kirche an den von ihm nach Warburg gerufenen Dominikanerorden, der jedoch seine Rechte an der Kirche endgültig erst 1287 durchzusetzen vermochte. Als neue Pfarrkirche der Altstadt wurde St. Mariä Heimsuchung gebaut.
Eine intensive Förderung erfuhr das Kloster in der Wiederaufbauphase nach dem Dreißigjährigen Krieg durch den Paderborner Fürstbischof Ferdinand von Fürstenberg (1626–1683), als, wie eine Inschrifttafel berichtet, unter dem Prior Crescentius Böker eine Erneuerung von Kirche und Konventsbauten stattfand.
1810 wurde seitens der Regierung des napoleonischen Königreichs Westphalen die Aufhebung des Klosters verfügt, aber erst 1824 vollzogen. Auf Anordnung von König Friedrich Wilhelm III. von Preußen wurde die damit ungenutzte Kirche der neugegründeten evangelischen Kirchengemeinde überlassen, wobei „jedoch den katholischen Klostergeistlichen gestattet werden“ solle, sie „so weit es ohne Störung für die Gottesdienste der Evangelischen abgeht, noch zu benutzen“; doch sollte die Nutzung als Simultankirche zu Spannungen führen, die erst 1884 durch ein Urteil des Reichsgerichts beigelegt wurden.

## Architektur
Auf den Bestand der ursprünglichen Pfarrkirche des 13. Jahrhunderts geht noch der Kernbau des Langhauses aus dem mittleren 13. Jahrhundert zurück, das später sukzessive zu einer unregelmäßigen vierschiffigen Hallenkirche ausgebaut wurde. Wie die große vermauerte Bogenöffnung in der Westmauer der Kirche zeigt, sollte diese Kirche zunächst als dreischiffige Hallenanlage mit schmalen Seitenschiffen errichtet wurde, bevor während des Innenausbaus die Entscheidung zugunsten einer ungewöhnliche Zweischiffigkeit fiel. Gewölbt wurde der spätromanische Hallenraum mittels Kreuzgratgewölben über gestuften Pfeilern.
Nach der Übergabe an die Dominikaner erhielt die Kirche um 1300 einen hochgotischen fünfjochigen Mönchschor mit Kreuzrippenwölbung, der nur südseitig durchfenstert ist, im Osten wegen des Kreuzgangs der anstoßenden Klostergebäude platt schließt und ursprünglich in einem großen fünfbahnigen Maßwerkfenster endete. Im ausgehenden Mittelalter wurde das zweischiffige Hallenlanghaus schrittweise um Seitenkapellen erweitert, die nachträglich zu äußeren Seitenschiffen vereinheitlicht wurden.
1888/89 arbeitete der Kölner Architekt Heinrich Wiethase, der zuvor den Ausbau der Burg Calenberg bei Warburg durchgeführt hatte, ein umfassendes Restaurierungsprojekt für die Kirche aus, wobei durch Abbruch von zwei der Seitenschiffjoche das ursprüngliche Querhaus freigestellt und nordseitig ein oktogonaler Turm angebaut werden sollte, doch kam es stattdessen bis 1894 zur Ausführung eines vereinfachten Restaurierungskonzepts. 1894 erhielt die Kirche anstelle des barocken einen neugotischen Dachreiter über sechsseitigem Grundriss nach Plänen des Kasseler Konsistorialbaumeisters Gustav Schönermark, der sich dabei – unter Maßgabe einer historischen Stadtansicht von Frans Hogenberg von 1581 – auf das historische Vorbild des Dachreiters des Hospitals zum Großen Heiligen Geist in Lüneburg bezog.

## Konventsbauten

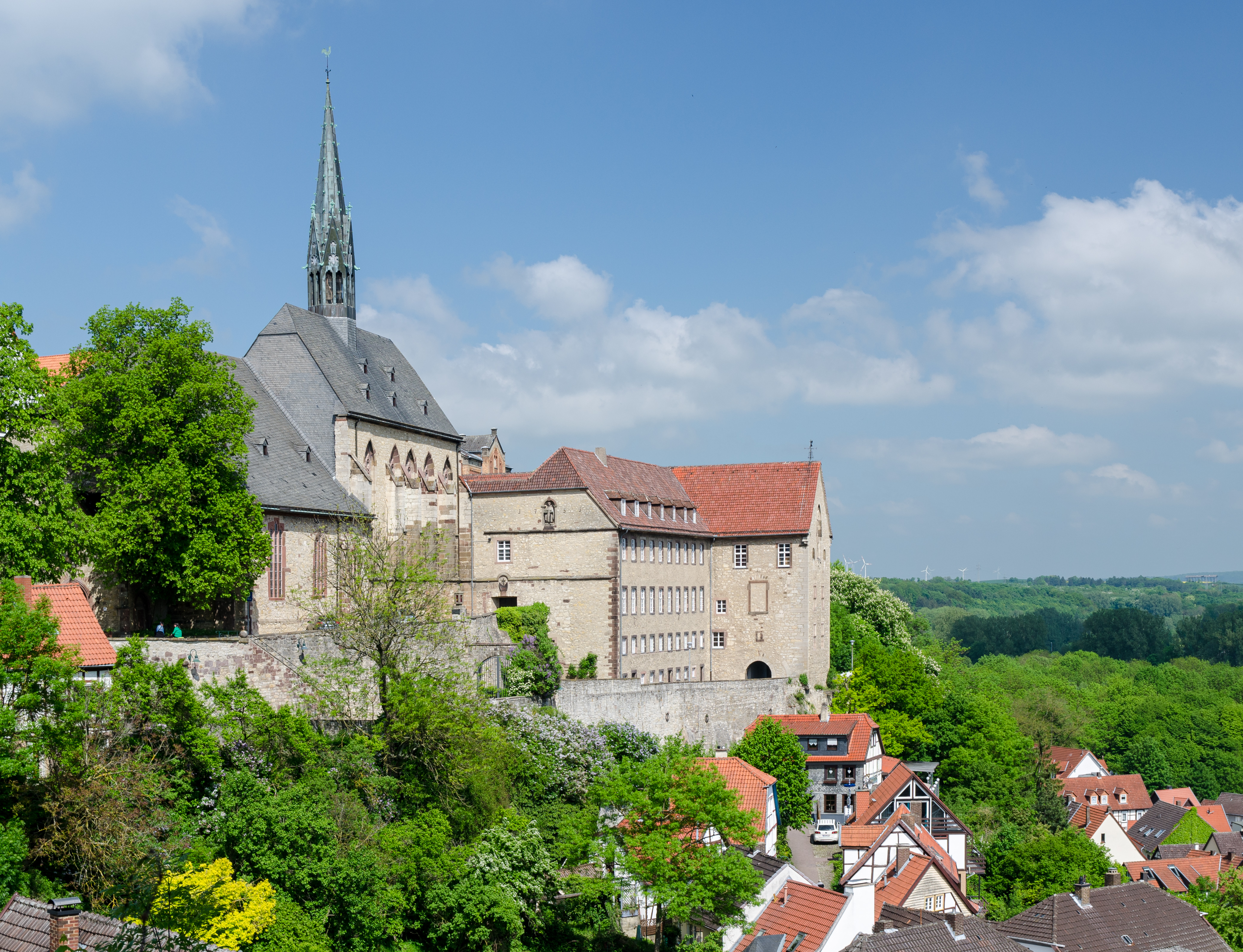
Die Kirche mit den Konventsbauten

Östlich an die Kirche schließen sich die heute vom Gymnasium Marianum als Nachfolger der 1628 gegründeten Klosterschule genutzten ehemaligen Konventsgebäude an, zunächst der 1338 erstmals belegte, später überbaute gotische Kreuzgang. Der nachfolgende, mit hohen Substruktionen über die Hanglage herausragende Südflügel diente als Refektorium und Dormitorium des Klosters, wobei das in einem großen gotischen Maßwerkfenster endende Dormitorium im obersten Geschoss mit seiner ursprünglichen hölzernen Spitztonne in den Dachbereich des Flügels reichte. Heute befindet sich hierin die Aula des Gymnasiums. 1736 bis 1738 entstand der Ostflügel als Bibliothek und Gästehaus, und 1748 bis 1756 wurde über dem Südflügel des Kreuzgangs der als Priorats- und Novitiatsflügel mit der Statue des Ordensgründers, des Hl. Dominikus, über dem Eingang erbaut.
1954 bis 1963 fand eine vollständige Erneuerung der Konventsbauten für die Bedürfnisse eines modernen Schulbetriebs statt, wobei vor allem der barocke Ostflügel die stärksten Veränderungen seiner Baugestalt erfuhr.

## Ausstattung
Die Kirche verfügt über einen 1666 durch den Paderborner Fürstbischof Ferdinand von Fürstenberg gestifteten barocken Hochaltar, dessen dem Paderborner Hofmaler Carl Ferdinand Fabritius zugeschriebenes Altarbild Mariae Aufnahme in den Himmel zeigt.

## Orgel
Bereits um die Mitte des 15. Jahrhunderts besaß die Dominikanerkirche als Stiftung des 1471 verstorbenen Paderborner Weihbischofs Hermann von Gehrden, eines früheren Priors des Warburger Konvents, zwei gotische Orgeln, von denen eine als Schwalbennestorgel an der Nordwand des Mönchschores angebracht war und die zweite, kleinere, als Chororgel diente. An der Hauptorgel wurden 1656 für 100 Reichsthaler Reparaturen vorgenommen und zusätzliche Register eingebaut (addendo et novas voces); weitere größere Reparaturen oder Umbauten wurden 1702 vorgenommen. Von 1735 bis 1737 erfolgte auf der Westempore ein barocker Orgelneubau durch „Meister Klausing“, also entweder Johann Berenhard Klausing oder Christian Klausing. Der Aufbau folgte dem Typus des sogenannten Brabanter Prospekts mit Mittelturm, bekrönt von einem IHS, seitlichen niedrigeren Rundtürmen und doppelgeschossigen Spitzfeldern. Der Aufbau wiederholte sich im Unterwerk. „Als hervorstechendstes Merkmal wird immer der mildleuchtende, helle und klare Klang der Flöten und Gedackte gerühmt.“ Bei einem Umbau 1846 wurde der bis dahin auf der Südseite des Gehäuses angebrachte Spieltisch in die Front des Positivs verlegt. Nach der Restaurierung der Kirche erfolgte 1895 auch eine Überarbeitung der Orgel, in der zwei neue „romantische“ Register (Gambe 8′ und Violonbass 16′) eingebaut wurden. Die ansonsten weitgehend noch im Originalzustand erhaltene Orgel wurde 1945 durch Brandstiftung vernichtet. 1970 wurde eine neue Schleifladenorgel aufgestellt.
Die originale Disposition der mit angehängtem Pedal ausgestatteten zweimanualigen Orgel von 1737 lautete vermutlich:
| I Hauptwerk C, D–c3 |                  |     |
| 1.                  | Praestant        | 8′  |
| 2.                  | Bordun           | 16′ |
| 3.                  | Rohrflöte        | 8′  |
| 4.                  | Octav            | 4′  |
| 5.                  | Hohlflöte        | 4′  |
| 6.                  | Waldflöte        | 2′  |
| 7.                  | Sesquialtera III |     |
| 8.                  | Mixtur IV        |     |
| 9.                  | Trompete         | 8′  |

| II Unterwerk C, D–c3 |                   |       |  |
| 10.                  | Praestant         | 4′    |  |
| 11.                  | Gedackt           | 8′    |  |
| 12.                  | Flöte             | 4′    |  |
| 13.                  | Octav             | 2′    |  |
| 14.                  | Quintflöte        | 1 ⁄3′ |  |
| 15.                  | Mixtur III        |       |  |
| 16.                  | Vox Humana        | 8′    |  |
|                      | Angehängtes Pedal |       |  |